# Taiskirchen im Innkreis
Taiskirchen im Innkreis (Austro-Bavarian: Tåskira / tiếng Đức: Taiskirchen im Innkreis) là một đô thị thuộc huyện Ried im Innkreis thuộc bang Oberösterreich, Áo. Đô thị Taiskirchen im Innkreis có diện tích 34,53 km², dân số thời điểm năm 2006 là 2404 người.
Taiskirchen nằm ở khu vực có độ cao 475 m trên mực nước biển.